# Scleractinia
Le sclerattinie o madrepore (Scleractinia Bourne, 1900) sono un ordine di coralli della sottoclasse Hexacorallia.

## Descrizione

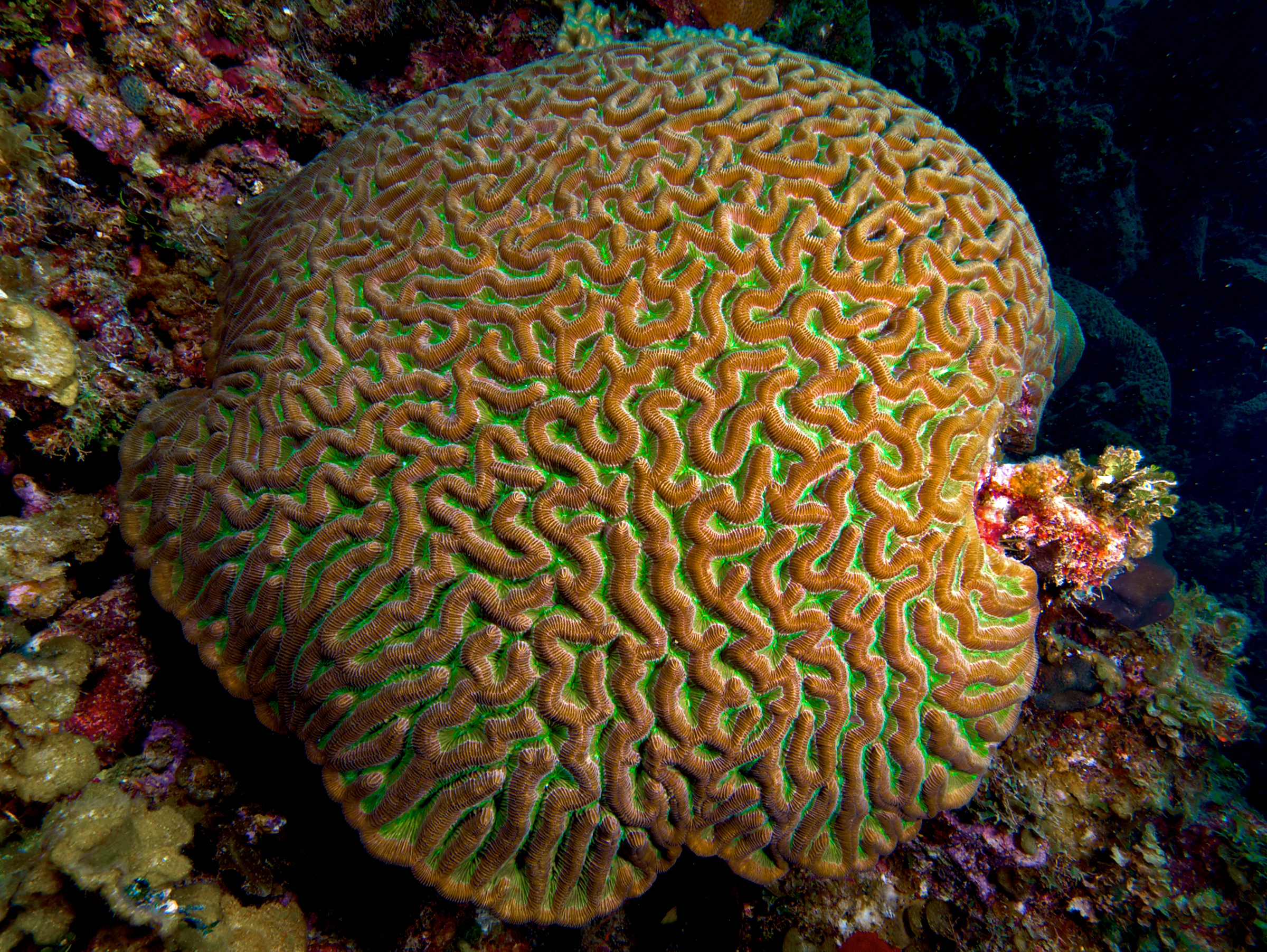
Una colonia di corallo - cervello di mare (Colpophyllia natans).

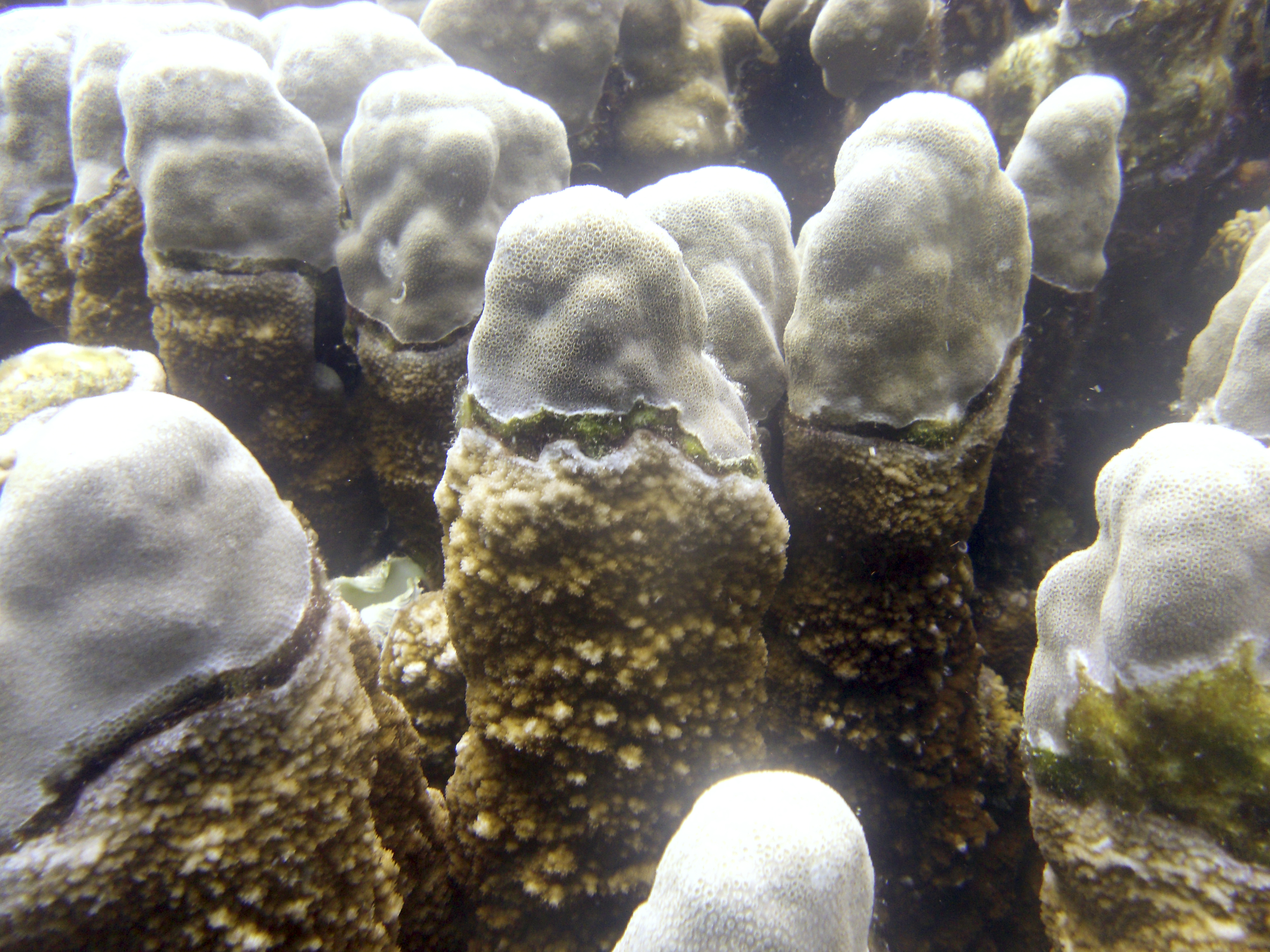
Colonie di Porites sp. (Poritidae) e Montipora sp. (Acroporidae)
Reef di St. John, mar Rosso.

Sono forme solitarie o coloniali dotate di scheletro aragonitico (meno stabile della calcite); la simmetria è radiale e i setti compaiono per settori di 60° a cicli di 6; i setti sono prevalenti rispetto agli elementi trasversali.
Nelle forme coloniali, i coralliti si fondono a formare strutture di forma diversa: massicce, ramificate, laminari, sferiche, monticolari, colonnari, foliacee, incrostanti o a placche. Quando i coralliti non sono a stretto contatto fra loro, la colonia è detta plocoide, mentre quando sono posti a diretto contatto, è detta cerioide. Quando la sua conformazione è allungata, a forma di tubo, la colonia è detta faceloide. Talora i coralliti sono disposti, in serie più o meno allungate, in avvallamenti della superficie della colonia; in tali casi la colonia è detta meandroide, mentre se i coralliti formano protuberanze (monticule), è detta idnoforoide.
Le forme coloniali danno luogo a bio-costruzioni note come barriere coralline, o reef, diffuse a tutte le latitudini e in un ampio intervallo di profondità. I reef più sviluppati e meglio conosciuti sono però di mare basso e a latitudini inter-tropicali. I reef a coralli, formando barriere in grado di resistere ad onde e correnti, permettono lo sviluppo di ambienti di piattaforma carbonatica, come ad esempio gli atolli.
Le forme solitarie esclusive delle Scleractinia sono la flabellata e la cuneiforme; si tratta spesso di forme gregarie, che possono dare luogo a banchi organogeni.

## Tassonomia

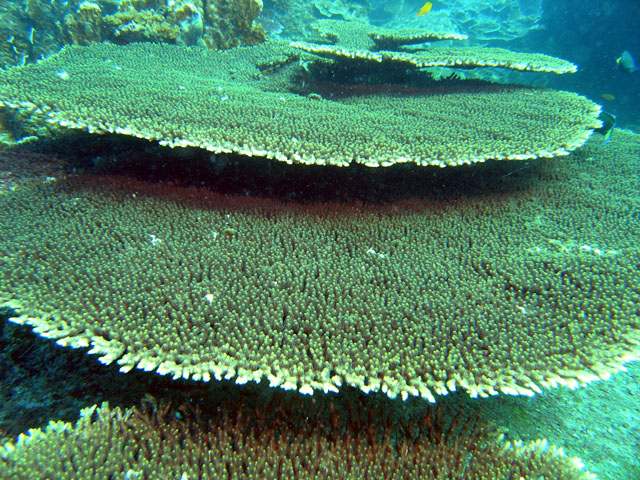
Acropora sp.

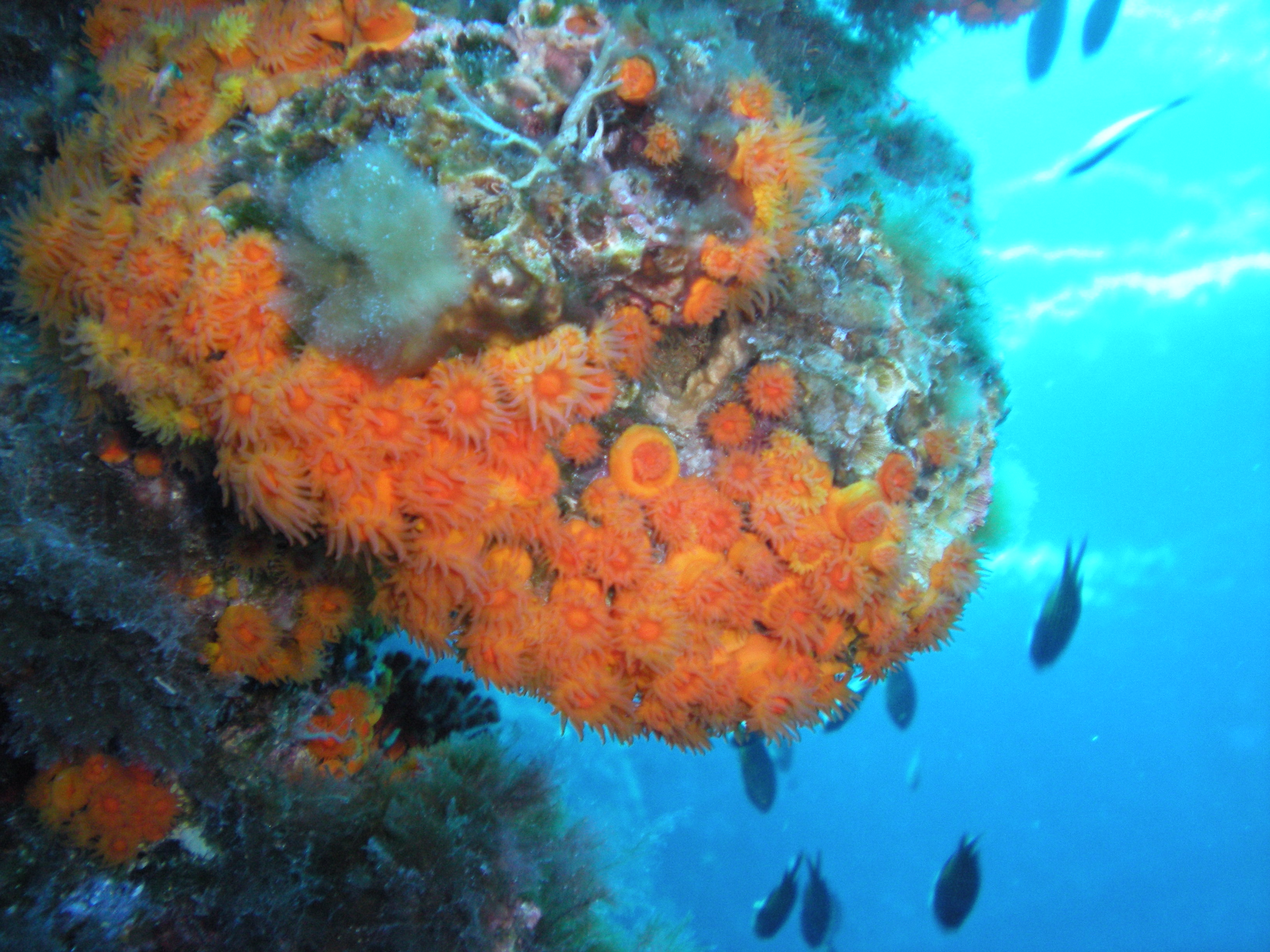
Astroides calycularis

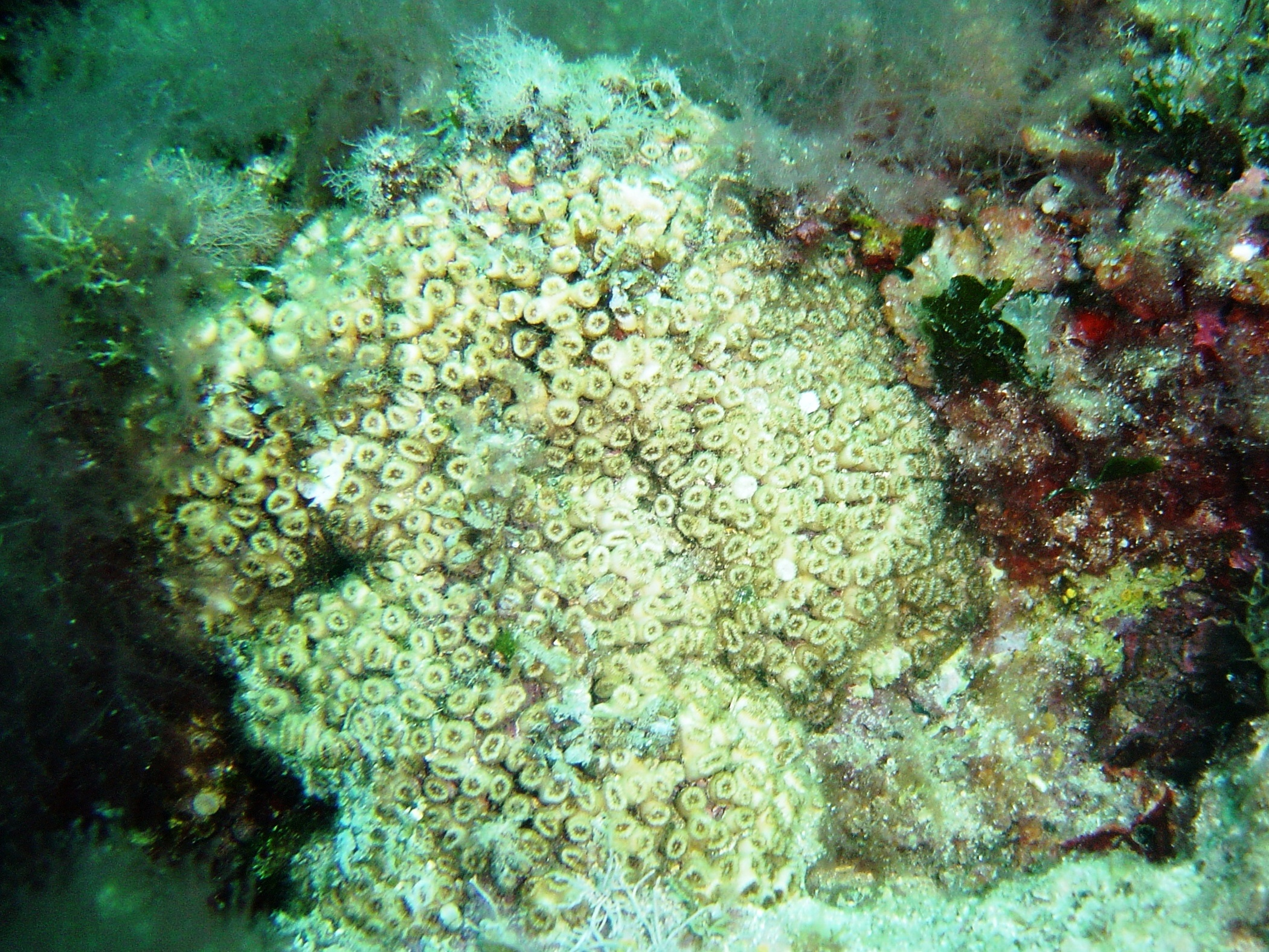
Cladocora caespitosa

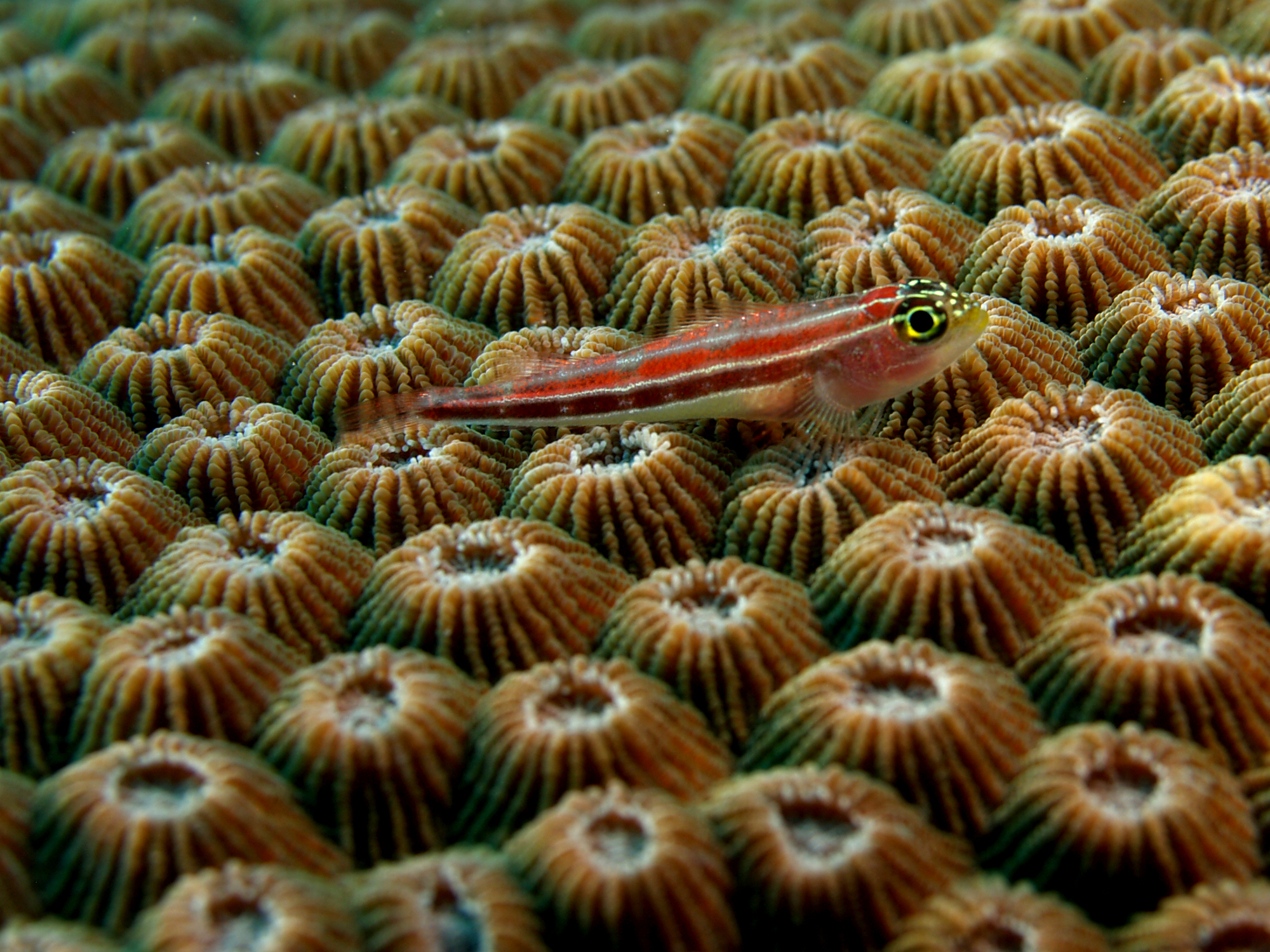
Diploastrea heliopora

L'ordine Scleractinia comprende le seguenti famiglie:
- Acroporidae Verrill, 1902
- Agariciidae J.E. Gray, 1847
- Agathiphylliidae Vaughan & Wells, 1943
- Anthemiphylliidae Vaughan, 1907
- Caryophylliidae Dana, 1846
- Coscinaraeidae Benzoni, F., Arrigoni, R., Stefani, F., Stolarski, J., 2012
- Deltocyathidae Kitahara, Cairns, Stolarski & Miller, 2012
- Dendrophylliidae J.E. Gray, 1847
- Diploastreidae Chevalier & Beauvais, 1987
- Euphylliidae Alloiteau, 1952
- Faviidae Milne Edwards & Haime, 1857
- Flabellidae Bourne, 1905
- Fungiacyathidae Chavalier, 1987
- Fungiidae Dana, 1846
- Gardineriidae Stolarski, 1996
- Guyniidae Hickson, 1910
- Lobophylliidae Dai & Horng, 2009
- Meandrinidae J.E. Gray, 1847
- Merulinidae Verrill, 1865
- Micrabaciidae Vaughan, 1905
- Montastraeidae Yabe & Sugiyama, 1941
- Oculinidae J.E. Gray, 1847
- Oulastreidae Vaughan, 1919
- Plesiastreidae Dai & Horng, 2009
- Pocilloporidae J.E. Gray, 1842
- Poritidae J.E. Gray, 1842
- Psammocoridae Chevalier & Beauvais, 1987
- Rhizangiidae d'Orbigny, 1851
- Schizocyathidae Stolarski, 2000
- Siderastreidae Vaughan & Wells, 1943
- Stenocyathidae Stolarski, 2000
- Turbinoliidae Milne Edwards & Haime, 1848
- Scleractinia incertae sedis
  - genere Antillia Duncan, 1864
  - genere Bachytrochus
  - genere Blastomussa Wells, 1968
  - genere Cladocora Ehrenberg, 1834
  - genere Dendrocora Duncan, 1876
  - genere Leptastrea Milne Edwards & Haime, 1849
  - genere Nemenzophyllia Hodgson & Ross, 1982
  - genere Pachyseris Milne Edwards & Haime, 1849
  - genere Physogyra Quelch, 1884
  - genere Plerogyra Milne Edwards & Haime, 1848
  - genere Solenastrea Milne Edwards & Haime, 1848